# Сергеев, Фёдор Иванович
Фёдор Ива́нович Серге́ев (фин. Feodor Sergejeff; 17 [29] февраля 1840, Чернцы, Вощажниковская волость, Ростовский уезд, Ярославская губерния — 25 декабря 1924, Виипури) — русский и финский предприниматель, меценат и коммерции советник русского происхождения.

## Биография
Родился в 1840 году в деревне Чернецы, Вощажниковской волости, Ростовского уезда, Ярославской губернии в семье крепостных крестьян. С 1854 года проживал в Выборге, где служил приказчиком у купца И. А. Шушина. В 1873 году Сергеев выкупает у Шушина часть колониального дела и начинает выпуск яванского чая под своим именем. В 1878 году открывает производство — цех по расфасовке трубочного табака. В 1892 году Сергеев получает звание коммерции советника. В 1894 году на аукционной продаже он выкупил у Александра Сапетова обанкротившийся пивоваренный завод «Бавария», основанный в Выборге в 1869 году. Торгово-промышленная компания Сергеева и поныне существует в Финляндии под названием «Oy Sergejeff Ab». 
Архитектурным украшением Выборга стали богато убранный особняк Сергеева — построенный в 1883 году «Дворец рококо» — и доходный дом Сергеевых, возведённый в 1908 году. Предприниматель был известен благотворительностью: например, на его средства была построена выборгская церковь Всех Святых.
Умер в 1924 году. Похоронен на Ристимякском кладбище — могила утрачена.